# 熊谷彩春
熊谷 彩春（くまがい いろは、2000年4月2日 - ）は、日本の女優。
千葉県佐倉市出身。東宝芸能所属。

## 略歴
2歳から4歳まで父の転勤により過ごしたロンドンで、ミュージカルを観劇し、その魅力にとりつかれ、自宅のソファを舞台に歌って踊っていた。帰国後、バレエとピアノを習い始め、小学4年生からはミュージカルスクールに通い、将来はミュージカル俳優になりたいという夢をもつ。小学5年生から子役として、2011年にジョイキッズ・ミュージカルの「冒険者たち〜この海の彼方へ」、2012年に劇団四季の「サウンド・オブ・ミュージック」、2013年に「冒険者たち〜この海の彼方へ」再演（主演）に出演する。
中学に入学すると同時に、父の転勤によりマレーシアで2年間を過ごす。現地で歌唱を習った先生から「ミュージカル俳優になりたいなら、基礎となるクラシックを学びなさい」と助言され、帰国後に本格的に声楽を学ぶ。2015年、第7回東京国際声楽コンクールのミュージカル・オペレッタ部門で、史上最年少の中学3年生で第1位となる。2017年、高校1年生でEnglish Vocal ElectionのAdvanced部門（16〜22歳）最優秀賞を受賞する。
高校2年生（2017年）の夏に渡米し、バークリー音楽大学の夏期講習を受講する。そこで、クリスティ・アルトメアが指導するワークショップに参加する機会を得て、俳優をやりたいという気持ちが高まる。帰国後、東宝芸能に所属するとともに、「レ・ミゼラブル」オーディションを受け、史上最年少でコゼット役に抜擢される。

## 作品

### 映像作品
- 「天保十二年のシェイクスピア」2020年公演（2020年12月18日、東宝）
- 「魍魎の匣」2021年公演（2022年2月13日、衛星劇場）
- 「アンドレ・デジール 最後の作品」2023年公演 （2024年4月3日、サンライズプロデュース）

## 出演

### 舞台
- ミュージカル「冒険者たち〜この海の彼方へ」
  - 2011年、潮路 役
  - 2013年、主演・ガンバ 役
- ミュージカル「サウンド・オブ・ミュージック」（2012年）ルイーザ 役
- 音楽劇「君よ 生きて」（2017年）小山チズ 役[注 1][8]
- ミュージカル「レ・ミゼラブル」（2019年[注 2]、2021年[注 3]）コゼット 役
- 絢爛豪華 祝祭音楽劇「天保十二年のシェイクスピア」（2020年）お冬 役[9]
- ミュージカル「パレード」（2021年）メアリー・フェイガン 役
- ミュージカル「魍魎の匣」（2021年）楠本頼子 役[10]
- ミュージカル「笑う男 The Eternal Love -永遠の愛-」（2022年）デア役[注 4][11]
- 『シェイクスピア物語～真実の愛～』～SHAKESPEARE OF TRUE LOVE ～（2022年）ジュリエッタ・ド・キューブレッド 役[12]
- NHKみんなのうたミュージカル「リトル・ゾンビガール」（2022年）主演・ノノ 役[注 5][13]
- ミュージカル「東京ラブストーリー」（2022年11月 - 12月、東京建物 Brillia HALL 他) - 関口さとみ 役[14]
- ミュージカル「GYPSY」（ジプシー）（2023年4月9日 - 30日、東京：東京芸術劇場プレイハウス / 5月4日 - 7日、大阪：森ノ宮ピロティホール / 5月12日 - 14日、愛知：刈谷市総合文化センター アイリス 大ホール / 5月19日 - 21日、福岡：キャナルシティ劇場）ジューン 役
- ミュージカル「アンドレ・デジール　最後の作品」（2023年9月12日 - 23日、よみうり大手町ホール / 9月29日 - 10月1日、サンケイホールブリーゼ）マルセリーナ役
- 音楽劇「ロミオとジュリエット」（2023年）ジュリエット役
- ミュージカル「スライス・オブ・サタデーナイト」（2023年11月3日 - 29日、有楽町よみうりホール 他）シャロン役
- スウィーニー・トッド（2024年3月3日 - 5月8日、東京建物Brillia HALL、梅田芸術劇場）- ジョアンナ 役
- 舞台「魔法使いの約束 エチュードシリーズ Part 1」（2024年6月1日 - 9日、天王洲銀河劇場 / 6月15日 - 23日、SkyシアターMBS ）ビアンカ役［声の出演］
- 無伴奏ソナタ -The Musical-（2024年7月26日 - 8月4日、サンシャイン劇場 / 8月10日・11日、森ノ宮ピロティホール） - リンダ 役[15]
- ミュージカル「燃ゆる暗闇にて」（2024年10月5日 - 13日、サンシャイン劇場） - ホアナ 役[16][17]
- ブロードウェイミュージカル「キンキーブーツ」（2025年4月27日 - 5月18日、東急シアターオーブ / 5月26日 - 6月8日、オリックス劇場） - ニコラ 役[18]
- ミュージカル「NO.6」（2024年11月8日 - 17日、天王洲 銀河劇場 / 11月22日 - 24日、梅田芸術劇場 シアター・ドラマシティ） - 沙布 役[19]
- ミュージカル「破果」（2026年3月 - 4月〈予定〉、東京・⼤阪・福岡）[20]

### テレビ
- 関ジャニ∞のTheモーツァルト 音楽王No.1決定戦（2020年9月25日、テレビ朝日）[21]

### ラジオ
- SMART USEN「濱田めぐみの『劇場こそ我が家』」第138作 ゲスト出演 (2021年)